# Sistotremastrum
Sistotremastrum J. Erikss.   (wielozarodnikowiec) – rodzaj grzybów z klasy pieczarniaków (Agaricomycetes). W Polsce występują dwa gatunki. 

## Charakterystyka
Grzyby kortycjoidalne o owocniku rozpostartym, cienkim, o grubości do 0,2 mm i powierzchni oprószonej lub woskowatej. Hymenofor gładki, system strzępkowy monomityczny. Wszystkie strzępki ze sprzążkami, w gatunkach odontioidalnych z mniej lub bardziej wyraźną różnicą między tramą a subhymenium. U wszystkich gatunków z wyjątkiem jednego występują cystydy i  proste lub przypadkowo rozgałęziające się hyfidy. Podstawki maczugowate z 2–4 lub 4–6 sterygmami, zwykle zapadające się na wierzchołku, w stanie dojrzałym często z lekko grubościennymi podstawami. Bazydiospory cienkościenne (ale ściana wyraźna), wąsko elipsoidalne lub jajowate do cylindrycznych, nieamyloidalne, acyjanofilne, z jednorodną zawartością.
Występują na spróchniałym drewnie drzew liściastych i iglastych.

## Systematyka i nazewnictwo
Pozycja w klasyfikacji według Index Fungorum: Sistotremastraceae, Sistotremastrales, Incertae sedis, Agaricomycetes, Agaricomycotina, Basidiomycota, Fungi.
Polską nazwę nadał Władysław Wojewoda w 2003 r.

## Gatunki
- Sistotremastrum lateclavigerum Boidin & Gilles 1994
- Sistotremastrum niveocremeum (Höhn. & Litsch.) J. Erikss. 1958 – wielozarodnikowiec białokremowy
- Sistotremastrum roseum Jaspreet & G.S. Dhingra 2013[4]
- Sistotremastrum suecicum Litsch. ex J. Erikss. 1958 – wielozarodnikowiec szwedzki

Nazwy naukowe na podstawie Index Fungorum. Nazwy polskie według Władysława Wojewody.